# Elin Wägner
Elin Matilda Elisabet Wägner (Lund, 16 maggio 1882 – Rösås, 7 gennaio 1949) è stata una scrittrice, giornalista, femminista, insegnante, ecologista e pacifista svedese.
Nata a Lund, Svezia, era figlia di un preside; la madre morì quando lei aveva tre anni. Nei suoi scritti ricorrono frequentemente come soggetti l'emancipazione femminile, i diritti civili, il voto alle donne, la pace, l'inquinamento ambientale e lo Welfare State. È meglio nota per il suo attivismo nel movimento femminista per il voto alle donne in Svezia, per aver fondato l'associazione svedese Rädda Barnen (la sezione in Svezia del movimento internazionale Save the Children) e per aver contribuito a sviluppare la scuola femminile a Fogelstad (dove la Wägner fu insegnante di diritti civili). Insieme a Fredrika Bremer, la Wägner è ritenuta la pioniera del movimento femminista svedese. Nel 1944 fu eletta membro dell'Accademia Svedese.
Prolifica scrittrice, la Wägner pubblicò numerosi romanzi e scrisse diversi articoli per molti quotidiani, nonché sceneggiature per film. Tra le sue opere più famose in Svezia si annoverano Norrtullsligan (1908), Pennskaftet (1910), Åsa-Hanna (1918), Kvarteret Oron (1919), Silverforsen (1924), Vändkorset (1934), Väckarklocka (1941) e Vinden vände bladen (1947).